# Patsy Sörensen
Patsy Sörensen este un om politic belgian, membru al Parlamentului European în perioada 1999-2004 din partea Belgiei. 
1. ↑  Patsy Sörensen, ODIS
2. ↑  Deputații în Parlamentul European